# Vitold Fokin
Vitold Pavlovyč Fokin (ukrajinsky Віто́льд Па́влович Фо́кін, 25. října 1932 Novomykolajivka – 20. března 2025) byl ukrajinský politik. 
Vystudoval Dněpropetrovskou polytechniku a pracoval jako inženýr v antracitových dolech na Donbase. V roce 1957 vstoupil do Komunistické strany Sovětského svazu. Od roku 1971 působil v Kyjevě ve státním plánovacím výboru a v roce 1987 byl jmenován jeho předsedou. 
V roce 1990 se stal předsedou vlády Ukrajinské sovětské socialistické republiky a členem ÚV KSSS. V roce 1991 odmítl nabídku Michaila Gorbačova na funkci sovětského premiéra a po vyhlášení nezávislosti Ukrajiny se stal prvním předsedou vlády samostatné Ukrajiny. Byl signatářem Bělověžské dohody. Za jeho vlády byl zaveden jako ukrajinská měna karbovanec. Usiloval o tržní reformy při zachování úzké hospodářské spolupráce s ostatními postsovětskými zeměmi. Dostal se do sporu s prezidentem Leonidem Kravčukem ohledně řešení ekonomické krize a na úřad premiéra rezignoval v říjnu 1992, jeho nástupcem se stal Valentyn Symonenko. Do roku 1994 byl místopředsedou parlamentu.
Po odchodu z vrcholné politiky působil v Ústavu světové ekonomiky Akademie věd a byl členem ekonomické rady prezidenta Leonida Kučmy. Po vypuknutí války na Donbase byl jmenován do tripartitní komise pro urovnání konfliktu. Byl z ní odvolán v roce 2020 poté, co veřejně podpořil ruské územní nároky. Organizace Myrotvorec ho pak zařadila na svůj seznam zrádců Ukrajiny.
Jeho vnučka Máša Fokinová je populární zpěvačkou a modelkou.